# Ágota Kondor
Kondor Ágota (n. 17 noiembrie 1965) este un senator român, ales în 2024 din partea UDMR. 